# Wohlfahrtia ilanramoni
Wohlfahrtia ilanramoni  (лат.) — двукрылое насекомое из семейства серых мясных мух (Sarcophagidae). Эндемик Израиля.

## Описание
Среднего размера серые мясные мухи, длина тела 9 мм. Основная окраска коричнево-чёрная. Вид был впервые описан в 2003 году израильским диптерологом Энди Лерером (Andy Z. Lehrer; Тель-Авивский университет) и назван в честь первого израильского космонавта Илана Рамона (ивр. אילן רמון, 1954—2003), погибшего в небе над Техасом при возвращении из космоса на корабле «Колумбия» (миссия STS-107).